# Platynus falli
Platynus falli är en skalbaggsart som beskrevs av Darlington 1936. Platynus falli ingår i släktet Platynus och familjen jordlöpare. Inga underarter finns listade i Catalogue of Life.